# Benito Varoja
Benito Varoja va ser abat de Montserrat (1828-1832).
Amb el regal de vint-i-cinc mil duros fet per Ferran VII, va posar en bon estat l'església, va fer el bell teulat, cor, orgue i altres obres molt útils.